# Autostrade del Lazio
Autostrade del Lazio S.p.A. è una società italiana che è stata creata per operare nel settore della gestione in concessione di tratti autostradali.

## Obiettivi
Lo scopo dell'azienda è la predisposizione dei bandi di gara, l'aggiudicazione della concessione, della direzione dei lavori per la realizzazione dell'opera e della vigilanza sulla successiva fase di gestione del Sistema Intermodale Integrato Pontino, composto dall'autostrada GRA-Roma-Latina e dalla bretella autostradale Cisterna di Latina-Valmontone-A1 per una cifra totale stimata in due miliardi di euro.

## Storia
Autostrade del Lazio nasce il 4 marzo 2008 con un capitale sociale di 2,2 milioni di euro suddiviso pariteticamente tra ANAS S.p.A. e Regione Lazio.